# Ronde van Lombardije 1989
De Ronde van Lombardije 1989 was de 83e editie van deze eendaagse Italiaanse wielerwedstrijd, en werd verreden op zaterdag 14 oktober 1989. Het parcours leidde ditmaal van Como naar Milaan en ging over een afstand van 260 kilometer. De wedstrijd werd gewonnen door Tony Rominger. Het was de eerste grote zege van de Zwitser, die solo over de meet kwam.

## Uitslag
| Ronde van Lombardije 1989 |                  |                       |          |
| Plaats                    | Naam             | Ploeg                 | Tijd     |
| Winnaar                   | Tony Rominger    | Château d'Ax          | 6u46'35" |
| 2                         | Gilles Delion    | Helvetia-La Suisse    | + 2' 33" |
| 3                         | Luc Roosen       | Histor-Sigma-Fina     | + 2' 34" |
| 4                         | Raúl Alcalá      | PDM-Ultima-Concorde   | + 4' 06" |
| 5                         | Roberto Pagnin   | Malvor-Sidi-Colnago   | z.t.     |
| 6                         | Patrick Robeet   | Domex-Weinmann-Merckx | z.t.     |
| 7                         | Marcello Siboni  | Ariostea              | z.t.     |
| 8                         | Rolf Gölz        | Superconfex-Yoko-Opel | + 4' 33" |
| 9                         | Martin Earley    | PDM-Ultima-Concorde   | z.t.     |
| 10                        | Franco Ballerini | Malvor-Sidi-Colnago   | z.t.     |
|                           |                  |                       |          |
| 39                        | Nico Verhoeven   | PDM-Ultima-Concorde   | + 8' 56" |

1905 · 1906 · 1907 · 1908 · 1909 · 1910 · 1911 · 1912 · 1913 · 1914 · 1915 · 1916 · 1917 · 1918 · 1919 · 1920 · 1921 · 1922 · 1923 · 1924 · 1925 · 1926 · 1927 · 1928 · 1929 · 1930 · 1931 · 1932 · 1933 · 1934 · 1935 · 1936 · 1937 · 1938 · 1939 · 1940 · 1941 · 1942 · 1943 · 1944 · 1945 · 1946 · 1947 · 1948 · 1949 · 1950 · 1951 · 1952 · 1953 · 1954 · 1955 · 1956 · 1957 · 1958 · 1959 · 1960 · 1961 · 1962 · 1963 · 1964 · 1965 · 1966 · 1967 · 1968 · 1969 · 1970 · 1971 · 1972 · 1973 · 1974 · 1975 · 1976 · 1977 · 1978 · 1979 · 1980 · 1981 · 1982 · 1983 · 1984 · 1985 · 1986 · 1987 · 1988 · 1989 · 1990 · 1991 · 1992 · 1993 · 1994 · 1995 · 1996 · 1997 · 1998 · 1999 · 2000 · 2001 · 2002 · 2003 · 2004 · 2005 · 2006 · 2007 · 2008 · 2009 · 2010 · 2011 · 2012 · 2013 · 2014 · 2015 · 2016 · 2017 · 2018 · 2019 · 2020 · 2021 · 2022 · 2023 · 2024 · 2025